# Francisco Pavón
Francisco Pavón Barahona (ur. 9 stycznia 1980 w Madrycie) – hiszpański piłkarz występujący na pozycji obrońcy.
W Primera División zadebiutował 6 października 2001 w meczu przeciwko Athletic Bilbao (2:0). W lidze rozegrał łącznie 125 spotkań i zdobył trzy bramki.

## Sukcesy
- Liga Mistrzów UEFA – 2002
- Puchar Interkontynentalny – 2002
- Superpuchar Europy – 2002
- Mistrzostwo Hiszpanii – 2003
- Superpuchar Hiszpanii – 2003
- Trofeo Santiago Bernabéu – 2005
- Mistrzostwo Hiszpanii – 2007